# The Stolen Bride
The Stolen Bride er en amerikansk stumfilm fra 1913.

## Medvirkende
- Harry Carey
- Claire McDowell
- Charles West
- Blanche Sweet
- Harry Hyde